# ジェイコム武蔵野三鷹
株式会社ジェイコム武蔵野三鷹（ジェイコムむさしのみたか）は、かつて東京都三鷹市に本社を置き、ケーブルテレビ（同時再放送、自主放送）と電気通信事業（インターネット接続、IP電話）を主たる業務とし、有線一般放送（ケーブルテレビ局）を運営する一般放送事業者および電気通信事業者であった。株式会社ジュピターテレコム(J:COM)の連結子会社であり、会社および局呼称は「J:COM 武蔵野・三鷹」であった。

## 沿革
- 1994年（平成6年）
  - 11月11日
    - セコムの子会社「武蔵野三鷹ケーブルテレビ株式会社」として設立。
- 1995年（平成7年）
  - 4月14日
    - 有線テレビジョン放送施設設置許可。
- 1996年（平成8年）
  - 3月25日
    - 第一種電気通信事業許可。

  - 7月19日
    - 開局。

  - 10月1日
    - 日本初のケーブルテレビインターネット接続サービス[1]「ParkcityNet」開始。
- 2002年（平成14年）
  - 3月31日
    - 富士通、セコムなどにより設立されたジャパンケーブルネット株式会社が株式取得。経営権が移りグループ局となる。
- 2003年（平成15年）
  - 1月16日
    - @NetHomeと提携。「@NetHomeコンテンツサービス」開始。

  - 3月28日
    - 第二種電気通信事業届出。

  - 6月1日
    - ParkcityNetに東京電力株式会社の「TEPCOひかり」を利用した「パークシティー光接続サービス」開始。
- 2004年（平成16年）
  - 6月1日
    - 地上デジタル放送・BSデジタル放送・JCNを用いたデジタル多チャンネル放送サービス『デジタル（現・デジマックス）』、『ミニデジタル（現・デジミニ）』開始。
- 2005年（平成17年）
  - 1月12日
    - JC-HITSを用いたデジタル放送サービス開始。

  - 4月1日
    - アナログ多チャンネル放送サービスのチャンネル番号をJCN各局共通番号に変更。
    - デジタル多チャンネル放送に『デジタルエコノミー（現・デジスタ）』開始。
- 2006年（平成18年）
  - 1月1日
    - 呼称を「JCN武蔵野三鷹」に変更。

  - 4月1日
    - JCNサービスラインナップ導入。

  - 6月1日
    - プライマリ電話サービス「ケーブルプラス電話」を用いた『JCN電話』開始。
- 2007年（平成19年）
  - 4月1日
    - 会員誌「JCN plus」創刊。

  - 7月1日
    - HDD内蔵録画機能付きSTB「録りま専科」提供開始。

  - 11月1日
    - 『JCN VODサービス』開始。

  - 12月1日
    - 「パークシティー5」が地上デジタル放送で開始。チャンネル名称を「JCNプラスチャンネル」に変更。
- 2008年（平成20年）
  - 4月1日
    - JCNテレビに『デジエース』開始。

  - 10月1日
    - 『JCNプラスビデオ』開始。
- 2009年（平成21年）
  - 2月15日
    - 専用受信端末を用いた『JCN緊急地震速報』サービス開始。

  - 2月27日
    - JCNケータイ（au携帯電話）販売開始。

  - 4月1日
    - DVD搭載HDD内蔵録画機能付きSTB「録りま専科DVD」提供開始。

  - 6月1日
    - 双方向設置済みの「録りま専科」・「録りま専科DVD」利用者向けに、一部を除く携帯電話からの『ケータイ録画予約』開始。

  - 12月1日
    - JCNインターネットに下り最大伝送速度160Mの『スピードスター160』開始。

  - 12月31日
    - アナログ多チャンネル放送サービス終了。
- 2010年（平成22年）
  - 4月1日
    - 「JCNプラスチャンネル」で、デジタル録画コピー制御（コピーフリーからダビング10の運用）開始。
    - JCNインターネットの『スタンダード』の下り最大伝送速度を8Mから15Mに増速。
- 2011年（平成23年）
  - 4月1日
    - コミュニティチャンネルをハイビジョン化。

  - 7月5日
    - 地上アナログ放送を終了し、地上放送デジアナ変換を暫定的に提供開始[2]。
- 2012年（平成24年）
  - 10月1日
    - 社名を「株式会社JCN武蔵野三鷹」に変更。
    - 『JCNプラスチャンネル』の名称を『JCN武蔵野三鷹チャンネル』に変更。
    - 新しいコミュニティチャンネル『にっぽんケーブルチャンネル』を放送開始。
- 2014年（平成26年）
  - 4月1日
    - 親会社のジャパンケーブルネット株式会社が株式会社ジュピターテレコムに吸収合併[3]。

  - 6月1日
    - 呼称を「J:COM 武蔵野・三鷹」に変更[4]。
    - 『JCN武蔵野三鷹チャンネル』の名称を『J:COMチャンネル武蔵野・三鷹』に変更。
    - 「JCN」ブランドを廃止。
    - J:COM統一サービス名称として『J:COM TV』、『J:COM NET』および『J:COM PHONE』を制定し展開。
    - J:COMサービスラインナップ導入。
    - 『J:COM PHONE プラス』を提供開始。
    - 「にっぽんケーブルチャンネル」（JCN）を「J:COMテレビ」（J：COM）に統合[5]。

  - 7月1日
    - 商号を「株式会社ジェイコム武蔵野三鷹」に変更[4]。

  - 10月1日
    - 『J:COM WiMAX 2+』を提供開始。
- 2015年（平成27年）
  - 3月31日
    - 地上放送デジアナ変換暫定的提供の終了。
- 2019年（平成31年）
  - 4月1日
    - 株式会社ジェイコム東京に吸収合併され、会社解散[6]。

## 事業所
本社
- 本社
  - 東京都三鷹市下連雀8丁目10番16号 セコムSCセンター

事務所
- 三鷹営業事務所
  - 東京都三鷹市下連雀8丁目10番16号 セコムSCセンター（本社内）

## 提供区域内自治体
- 東京都
  - 三鷹市、武蔵野市

## 業務内容
- 2019年（平成31年）3月31日時点。

統一サービス
1. J:COM TV（テレビ放送サービス[注 1]）
  1. 双方向機能（STBインターネット接続サービス）
  2. インタラクTV（STBテレビ向け情報サービス）
  3. ナビシェル（STB向けご案内画面サービス）
  4. J:COMオンデマンド（VODサービス）
  5. リモート録画予約（番組録画予約）
  6. ジェイコム マガジン（番組ガイド誌）
  7. J:COMチャンネル（第一コミュニティチャンネル）
  8. J:COMテレビ（第二コミュニティチャンネル）
2. J:COM NET（インターネット接続サービス）
  1. ZAQ（インターネットサービスプロバイダ）
  2. J:COM WiMAX 2+（4G（WiMAX）サービス[注 2]）
3. J:COM PHONE（固定電話（CATV電話）サービス）
  1. J:COM PHONE プラス（VoIP方式（プライマリ電話）サービス）[注 3]）
4. J:COM 電力
5. J:COM MOBILE（4G（LTE）サービス[注 4]）

付加サービス
- J:COM 緊急地震速報

### J:COM TV

#### 地上デジタル放送
- 表中、「伝送方式」欄の『部類』に関しては下記を参照。
  - 「PT」はパススルー方式。
  - 「TM」はトランスモジュレーション方式。
- 表中、『記号』に関しては下記を参照。
  - 「●」は視聴可能。
  - 「×」は視聴不可。
  - 「?」は不明。
- 2019年（平成31年）3月31日時点。

| リ モ コ ン キ \| ID | 放送局                      | 三桁 チャンネル | 伝送方式 | 伝送方式 | 備考         |
| リ モ コ ン キ \| ID | 放送局                      | 三桁 チャンネル | PT       | TM       | 備考         |
| -------------------- | --------------------------- | --------------- | -------- | -------- | ------------ |
| 1                    | NHK総合・東京               | 011 012         | ●        | ●        |              |
| 2                    | NHKEテレ東京                | 021 022 023     | ●        | ●        |              |
| 3                    | テレ玉                      | 031 032 033     | ●        | ●        | 区域外再放送 |
| 3                    | tvk                         | 031 032 033     | ●        | ●        | 区域外再放送 |
| 4                    | 日本テレビ                  | 041 042         | ●        | ●        |              |
| 5                    | テレビ朝日                  | 051 052 053     | ●        | ●        |              |
| 6                    | TBS                         | 061 062         | ●        | ●        |              |
| 7                    | テレビ東京                  | 071 072 073     | ●        | ●        |              |
| 8                    | フジテレビジョン            | 081 082 083     | ●        | ●        |              |
| 9                    | TOKYO MX                    | 091 092 093     | ●        | ●        |              |
| 10                   | J:COMテレビ                 | 101 102         | ●        | ×        |              |
| 11                   | J:COMチャンネル武蔵野・三鷹 | 111 112         | ●        | ●        |              |

#### FMラジオ
- 2019年（平成31年）3月31日時点。

| MHz  | 放送局     | 備考 |
| ---- | ---------- | ---- |
| 76.1 | InterFM897 |      |
| 79.2 | むさしのFM |      |
| 80.0 | TOKYO FM   |      |
| 81.3 | J-WAVE     |      |
| 82.5 | NHK東京-FM |      |